# Boss Bitch (album)
Boss Bitch è il primo album in studio della cantante tedesca Katja Krasavice, pubblicato il 17 gennaio 2020 dalla Warner Germany.

## Tracce
Testi di Katja Krasavice, eccetto dove indicato.
1. Uhuh – 2:11 (musica: The Ironix)
2. Rodeo – 2:54 (musica: The Ironix)
3. Gucci Girl – 2:43 (Katja Krasavice, The Ironix, Søren Rasted, Claus Norreen, René Dif, Karsten Dahlgaard, Johnny Mosegaard Pedersen, Lene Crawford Nystroem)
4. Frühstück ans Bett – 3:25 (musica: The Ironix)
5. Lolli – 2:51 (musica: The Ironix)
6. Sugar Daddy – 2:40 (musica: The Ironix)
7. Nudes – 2:05 (musica: The Ironix)
8. Liebeslieder – 3:11 (musica: Lucry)
9. Wer bist du – 2:26 (musica: Lucry)
10. Alles bounct – 2:02 (musica: Lucry)
11. Boss Bitch – 2:22 (musica: The Ironix)
12. Casino – 3:21 (musica: The Ironix)
13. Kein Problem – 2:37 (musica: Lucry)
14. Ein ander Mal – 3:06 (musica: The Ironix)

## Formazione
- Katja Krasavice – voce, produzione esecutiva
- The Ironix – produzione (eccetto tracce 8-10 e 13)
- Lucry – produzione (tracce 8-10, 13)
- Lex Barkey – mastering

## Classifiche

### Classifiche settimanali
| Classifica (2020) | Posizione massima |
| ----------------- | ----------------- |
| Austria           | 2                 |
| Germania          | 1                 |
| Svizzera          | 5                 |

### Classifiche di fine anno
| Classifica (2020) | Posizione |
| ----------------- | --------- |
| Germania          | 80        |